# 로햄턴 대학교
로햄턴 대학교(University of Roehampton, 이전 교명: Roehampton Institute of Higher Education)는 영국의 공립 대학으로 원즈워스구의 로햄턴의 3곳의 주요 지역에 위치해 있다. 이 대학은 1800년대의 4개 기관에 그 뿌리를 두고 있다: 디그비 스튜어트 칼리지, 프로벨 칼리지, 사우스랜즈 칼리지, 화이트랜즈 칼리지.
2000년부터 2004년 사이 로햄턴 대학교는 서리 대학교와 함께 서리 연방 대학교로서 파트너십을 맺었다. 2004년, 로햄턴 대학교는 독립 대학교가 되어 2011년 '로햄턴 대학교'로 교명을 바꾸었다.

## 같이 보기
- 사범대학
- 영국의 대학 목록